# ХТЗ (стадіон)
Стадіон «ХТЗ» — багатофункціональний стадіон, розташований біля Харківського тракторного заводу в однойменному мікрорайоні Харкова. Є домашнім для жіночого футбольного клубу «Житлобуд-1», футбольних клубів «Геліос», «Торпедо» та «Олімпік», а також регбійних клубів «Олімп» і «Тех-А-С». Крім того, цей стадіон як домашній використовує спортивна школа олімпійського резерву «Олімпія». Також на стадіоні «ХТЗ» проводяться атлетичні турніри місцевого значення.
Початково стадіон був побудований для занять спортом для працівників Харківського тракторного заводу. Зараз же стадіон має 7 тенісних кортів, зал легкої атлетики, ринг для боксерів та велосипедні доріжки. Навпроти нього розташований басейн «Гарт» (колишня назва — «Трудові резерви»).